# Victor Manuel Gerena
Victor Manuel Gerena (New York, 24 juni 1958) is een voortvluchtig Amerikaans crimineel. Gerena wordt gezocht wegens een gewapende overval, in samenwerking met de Los Macheteros groep, op een Wells Fargo bank. De Federal Bureau of Investigation vermoedt dat Gerena zich schuil houdt in Cuba.

## Overval
Gerena werkte als beveiliger bij een Wells Fargo geldtransport filiaal. Op 12 september 1983 bracht Gerena zijn verloofde naar het stadhuis waar ze de papieren voor hun trouwerij in orde zou gaan maken. Daarna vertrok hij naar zijn werk. Op een bepaald moment ontdeed hij zijn collega's James McKeon en Timothy Girard van hun wapens en deed ze handboeien om. Vervolgens injecteerde Gerena de twee mannen met een, tot op heden nog steeds onbekende, vloeistof waardoor ze buiten westen raakten. Gerena stopte daarna zeven miljoen Amerikaanse dollars in de achterbak van een wagen en ging ervandoor. Op een bepaald moment heeft Gerena het geld in een andere auto overgeladen en verdween spoorloos.

## Zoektocht
Op 14 mei 1984 werd Gerena de 386e persoon die op de FBI Ten Most Wanted Fugitives lijst werd geplaatst. Sinds 11 april 2010 is Gerena de langst gezochte persoon ooit die op de lijst staat. In 2016 werd hij van de lijst gehaald na meer dan 32 jaar op de lijst te hebben gestaan.